# Joaquín V. Casarín
El General de Brigada Joaquín V. Casarín fue un militar mexicano que participó en la Revolución mexicana, presidente del Consejo de Guerra de la República Mexicana.  

## Orígenes
Joaquin Valerio Vidal Prudencio Refugio del Señor San José Casarín y Guerra-Manzanares nació en la Ciudad de Puebla de los Ángeles, Estado de Puebla, el 28 de abril de 1874, siendo el cuarto hijo del matrimonio formado por doña María de la Concepción Guerra-Manzanares y Velasco, y el prominente militar don Joaquín Casarín y Salinas, a su vez nieto de Mariano Casarín Montaño y bisnieto de don Joaquín María Casarín y González-Salgueiro, último Apartador Real de la Nueva España .    

## Trayectoria Militar
Estudió en el Colegio Militar. Perteneció al Ejército Federal, al que ingresó como subteniente de infantería el 4 de junio de 1897; luego pasó a servir en el arma de caballería y alcanzó el grado de capitán primero el 3 de abril de 1912.   
Comisionado en el Estado Mayor de Francisco I. Madero, se encontraba con él cuando fue derrocado en 1913.   
Incorporado al movimiento constitucionalista, al sobrevenir la escisión se adhirió a la Convención de Aguascalientes y fue designado Jefe de la brigada que servía de escolta a dicha asamblea. Una vez disuelta reconoció al constitucionalismo, combatiendo la Rebelión Delahuertista en Veracruz, pero más tarde capitulando ante el Cuerpo del Ejército de Oriente. Posteriormente desempeñó muchas comisiones militares, entre otras destacan: comandante militar de México; inspector general de Policía; jefe el Departamento de Caballería;  y finalmente presidente del Consejo de Guerra.  
Le fue reconocido el cargo de general de brigada con antigüedad del 6 de agosto de 1928. 

## Matrimonio y descendencia
Contrajo matrimonio con doña Carlota Garcilasso y Behn, siendo padre, entre otros, del prominente futbolista Horacio Casarín.